# Bellum Poenicum
Il Bellum Poenicum (La guerra punica) era un poema epico-storico in lingua latina scritto dall'autore Gneo Nevio negli anni della seconda guerra punica (219-202 a.C.). Esso narrava le vicende della prima guerra punica (264-241 a.C.), cui Nevio aveva preso personalmente parte. È generalmente considerato il primo esempio di épos nazionale latino.

## Stile
L'opera, in versi saturni, fu originariamente composta sotto forma di carmen continuum, ovvero di testo unitario privo di alcuna suddivisione.
Nel II secolo a.C., tuttavia, fu suddiviso in libri (sette) dal filologo latino Gaio Ottavio Lampadione, secondo l'uso dei grammatici alessandrini.
A noi sono pervenuti circa cinquanta frammenti dell'opera: di questi nessuno supera i tre versi di lunghezza, mentre molti contano un solo verso.

## Contenuto
L'opera non costituiva una ricostruzione esatta e disinteressata del passato, ma era animata da chiari intenti patriottici, celebrativi e propagandistici: nel momento di massima difficoltà della seconda guerra punica, quando Roma si vedeva direttamente minacciata dall'esercito cartaginese guidato da Annibale, che aveva ripetutamente sconfitto gli eserciti consolari romani, Nevio compose la sua opera con l'intento di ricordare ai Romani, celebrando la vittoria nella prima guerra punica, che già una volta si erano mostrati capaci di sconfiggere il pericoloso nemico.
L'opera non si limitava, tuttavia, alla sola narrazione degli eventi bellici legati al primo conflitto con Cartagine, ma, al contrario, un'ampia porzione del testo era dedicata alla cosiddetta archeologia (letteralmente discorso sulle antichità), ovvero la narrazione dei miti delle origini e la fondazione di Roma: Nevio raccontava la caduta di Troia, i viaggi di Enea, del padre Anchise e degli altri Troiani, il loro arrivo nel Lazio e la fondazione di Roma, che, secondo la versione di Nevio, diversa da quella presentata da altri autori latini, sarebbe stata da attribuirsi ad un nipote abiatico dello stesso Enea. La compresenza di mito e storia in un'opera epica era uno dei caratteri precipui dell'epica greca postomerica, che aveva come obiettivo quello di attribuire tramite il mito uno sfondo antico e illustre alla narrazione storica, che veniva così elevata essa stessa al rango di mito eroico. Sembra possibile che nell'archeologia del Bellum Poenicum fossero brevemente narrate anche la fondazione di Cartagine e la storia d'amore tra Enea e Didone, poi approfondite da Virgilio nel IV libro dell'Eneide, che era alla base della rivalità tra la stessa Cartagine e Roma.
Dagli scarsi frammenti di cui si dispone, risulta impossibile determinare con sicurezza la collocazione dell'archeologia all'interno della struttura complessiva del poema; sono tuttavia fondamentalmente due le ipotesi più accreditate: secondo la prima, il racconto delle origini avrebbe occupato i primi due libri del poema e avrebbe preceduto, dunque, quello della prima guerra punica, cui si sarebbe saldato poi tramite una veloce sintesi dell'età regia e della prima età repubblicana. La seconda ipotesi prevede invece che l'archeologia fosse collocata all'interno della narrazione del conflitto, e che prendesse le mosse dall'ekphrasis del frontone occidentale del tempio di Zeus Olimpio di Agrigento, che rappresentava la caduta di Troia, e che avrebbe dunque funzionato da spunto per l'introduzione della materia mitica. Dibattuta è anche la collocazione della descrizione del tempio di Zeus, che si sarebbe trovata nel I o nel III libro del poema.
Il Bellum Poenicum era dunque ispirato ai due principali filoni dell'epica postomerica: quello storico-celebrativo e quello storico-geografico, che miravano a ricostruire, seppure con intenti diversi, le ktìseis, ovvero le vicende di fondazione delle città. Nell'archeologia, tuttavia, Nevio si ispirò anche al modello dei poemi omerici: trasse infatti dall'Iliade la figura di Enea, e si ispirò all'Odissea nel narrarne i viaggi. Dall'epica omerica, inoltre, Nevio trasse il topos della partecipazione attiva delle divinità nelle vicende umane.
Particolarmente importante è, tra gli interventi divini, quello del frammento 10 Traglia: secondo la testimonianza di Macrobio, esso costituiva parte di un dialogo tra Giove e Venere oggi andato perduto; in tale dialogo, Giove garantiva a Venere che le sofferenze patite da Enea, figlio della stessa Venere, sarebbero state compensate dal destino glorioso riservato allo stesso Enea, ai suoi discendenti e alla città di Roma. In questo modo, l'intera storia romana si inquadrava in un'ottica provvidenziale: la grandezza di Roma e il suo dominio erano precisa espressione della volontà divina, e in quanto tali legittimamente motivati.

## Ispirazione di Nevio
Nella stesura del poema, Nevio fu fortemente influenzato dai gusti della coeva letteratura ellenistica: essi si palesavano nell'uso, per introdurre l'archeologia, della tecnica dell'ekphrasis, prediletta dagli alessandrini, nel tentativo di sintetizzare in un'unica opera i temi della guerra e del viaggio, sviluppati nei poemi omerici, ma soprattutto nell'aderenza al precetto della brevitas (syntomìa): secondo i calcoli più attendibili, l'intera opera constava di circa 4-5000 versi.
Egualmente importante fu, tuttavia, l'influenza esercitata su Nevio da parte delle locali tradizioni preletterarie, quali gli elogia, le laudationes funebres e i carmina convivalia, che determinarono il carattere fortemente nazionale del Bellum Poenicum. Latino era anche il verso saturnio, che Nevio adoperò nella composizione del poema: esso conferiva all'opera una cadenza solenne, e favoriva la presenza delle figure di suono quali l'omoteleuto e l'allitterazione, tipiche dei carmina sacri di età preletteraria. Lo stile del poema era sobrio e conciso, privo di qualsiasi ornamento retorico e spesso lapidario; la struttura essenzialmente paratattica e la frequente presenza dell'asindeto rendevano la narrazione veloce, scorrevole e particolarmente densa. Nella sezione archeologica era ancora maggiore il ricorso al linguaggio formulare e sacrale, che si affiancava alla presenza di aggettivi ed epiteti derivati da Omero; particolarmente evidenziati risultavano, inoltre, l'elemento descrittivo e quello patetico, sottolineato dalle ridondanze. Il linguaggio era volutamente arcaico, e più solenne di quello che lo stesso Nevio adoperò nelle sue opere tragiche, arricchito inoltre da alcuni arcaismi quali il genitivo femminile in -as e l'ablativo femminile in -ad.
Nevio fu dunque l'iniziatore della tradizione epica nazionale latina: Livio Andronico, che solo prima di lui si era cimentato nel genere epico in lingua latina, si era limitato a tradurre un'opera greca quale l'Odissea di Omero. Nevio, invece, è all'origine di alcuni orientamenti che influenzarono fortemente tutta la produzione epica a lui successiva. Il Bellum Poenicum conobbe infatti una grande diffusione, sebbene sia stato presto parzialmente oscurato dagli Annales di Ennio, che tuttavia dovette ispirarsi allo stesso Nevio. Cicerone riconobbe la superiorità del Bellum Poenicum, che invece considerava inferiore agli Annales enniani, rispetto all'Odusia di Livio Andronico, e lo paragonò ad una statua di Mirone. Ancora in età augustea l'opera di Nevio circolava ampiamente; troppo arcaica, tuttavia, per corrispondere agli schemi del classicismo, fu ampiamente trascurata, per tornare poi ad essere oggetto di interesse, seppure puramente filologico, nel II secolo d.C. da parte della tendenza arcaizzante capeggiata dall'erudito Frontone. Nei secoli successivi, infine, il Bellum Poenicum fu progressivamente dimenticato, e la sua sopravvivenza fu affidata all'opera di compilazione di ristrette cerchie di eruditi e grammatici.